# Nedroma
Nedroma o Nadroma (in caratteri arabi: ندرومة)  è una città dell'Algeria,  capoluogo dell'omonimo distretto, nella Provincia di Tlemcen. Confina a nord con Dar Yaghmouracene, ad ovest con Djebala, a sud con Hammam Boughrara e Maghnia, ed ad est con Tienet.

## Storia
Molte famiglie di origine andalusa e moresca cercarono rifugio in questa città a causa della Reconquista.
La città che faceva parte del Regno di Tlemcen, nel 1297 fu conquista dall'esercito condotto dal sultano merinide del Maghreb al-Aqsa Abū Yaʿqūb Yūsuf al-Nāṣr, lungo il percorso che l'avrebbe portato a condurre l'assedio alla capitale Tlemcen, assedio che finì nel 1307 con il ritiro merinide a seguito dell'assassinio del sultano.

## Monumenti e luoghi d'interesse

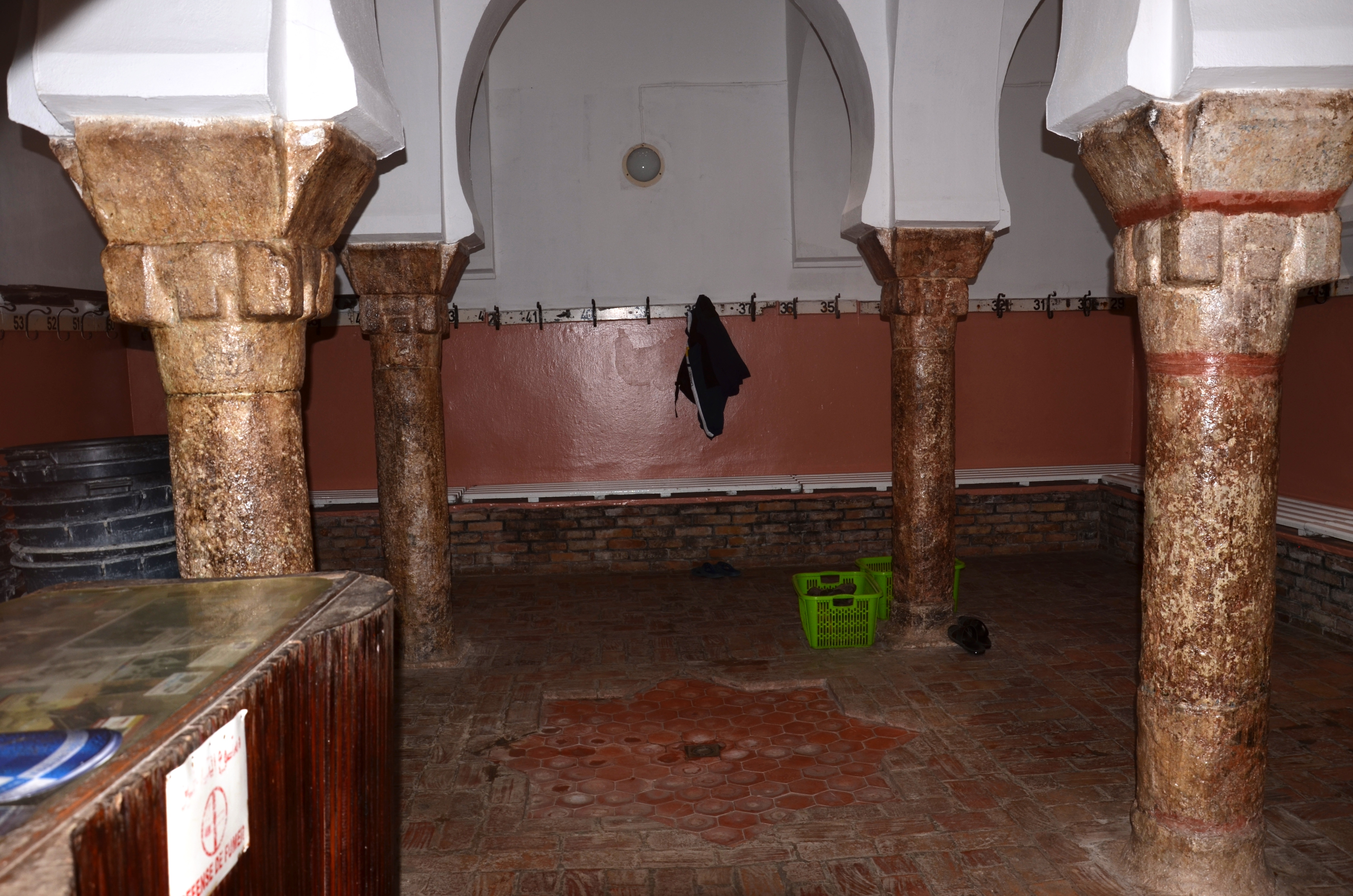
L'interno dell'hammam

- Hammam El bali; l'antico hammam, chiamato anche "Hammam El baraka", si trova in Place Terbiâa, vicino alla grande moschea, ed è uno dei più antichi hammam di Nedroma. È stato costruito 9 secoli fa e nel 2002 ha subito un intervento di restauro, avviato dal Ministero della Cultura, per salvarlo dalla scomparsa. L'acqua, che proviene dai vicini monti Fillaoucen, è riscaldata a legna. Circola in tubi interrati nel terreno e nelle pareti dell'hammam, per riscaldarli in modo naturale. Era usanza degli sposi della città di Nedroma farsi il bagno in questo antico hammam, prima di recarsi in una piazzetta vicina per gustare tè e succo di limone. Non era raro che i cortei nuziali partissero proprio da questo hammam.[5]

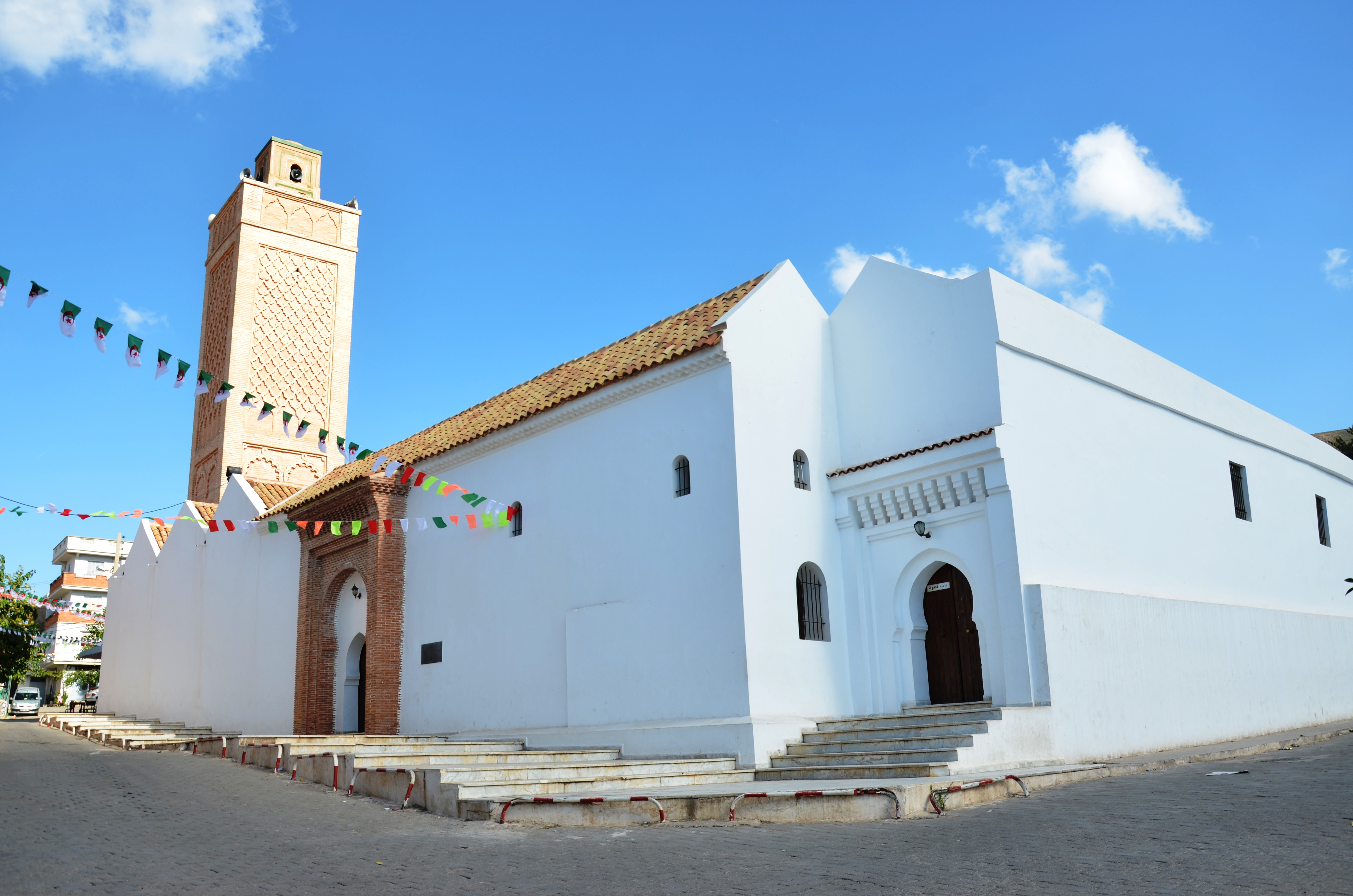
La grande Moschea

- Grande Moschea di Nedroma, fatta costruire nel 1145 dal sultano almoravide Tashfin ibn Ali. È costruito in pietra e mattoni, con un tetto in tegole posate su un telaio in legno. L'esterno è rifinito in mattoni e con poche lastre di marmo. L'interno è realizzato con piastrelle di ceramica. La Grande Moschea di Nedroma, la Grande Moschea di Algeri e la grande moschea di Tlemcen, sono gli unici monumenti della dinastia Almoravid sopravvissuti fino ad oggi.[6]

## Trasporti ed infrastrutture
Nedroma è collegata tramite la N99 con Ghazaouet e Maghnia.

## Geografia antropica
Il comune, capoluogo dell'omonimo distretto, è stato istituito nel 1984.
Località del comune sono:
- Nedroma
- Khoriba
- Zaouiet El Yagoubi
- Djebabra
- Kaïbia
- Dar Benfarès
- Ouled Daoud
- Sidi Daoud
- Ouled M'Hammed
- Stor
- Ouled Benhmiti
- Moulay Ahmed
- Ouled Ichou
- Mellala
- Alkehala
- Ouled Meftah
- Dar Benzerka
- El Assa
- Aïn Zebda
- Sidi Bouhadja
- Erouita
- Ouled Berahou
- Kasba